# Pleurodema tucumanum
Pleurodema tucumanum là một loài ếch thuộc họ Leptodactylidae.
Đây là loài đặc hữu của Argentina.
Môi trường sống tự nhiên của chúng là vùng cây bụi ôn đới, vùng cây bụi khô khu vực nhiệt đới hoặc cận nhiệt đới, đầm nước ngọt có nước theo mùa, đất canh tác, vùng đồng cỏ, đất nông nghiệp có lụt theo mùa, và kênh đào và mương rãnh.